# Útěchov (Brno)
Útěchov – historyczna gmina, dzielnica i gmina katastralna, a od 24 listopada 1990 pod nazwą Brno-Útěchov również część miasta w północnej części Brna, o powierzchni 117,81 ha. 